# Socarnes
Socarnes is een geslacht van vlokreeften uit de familie van de Lysianassidae. De wetenschappelijke naam van het geslacht is voor het eerst geldig gepubliceerd in 1871 door Axel Boeck.
De eerste soort die Boeck bij Socarnes indeelde was Socarnes vahlii, oorspronkelijk door Henrik Nikolai Krøyer beschreven als Anonyx vahli. Deze soort komt voor in de noordelijke Atlantische Oceaan en de Noordelijke IJszee.

## Soorten[2]
- Socarnes allectus Andres, 1982
- Socarnes bidenticulatus (Spence Bate, 1858)
- Socarnes erythrophthalmus Robertson, 1892
- Socarnes filicornis (Heller, 1866)
- Socarnes hartmani Hurley, 1963
- Socarnes morhibanensis Bellan-Santini & Ledoyer, 1974
- Socarnes rurutu Lowry & Stoddart, 1994
- Socarnes septimus Griffiths, 1975
- Socarnes tiendi Lowry & Stoddart, 1994
- Socarnes tongyeongensis Kim & Hendrycks, 2013
- Socarnes tuscarora Lowry & Stoddart, 1994
- Socarnes vahlii (Krøyer, 1838)